# Чижиків
Чи́жиків — село в Львівському районі Львівської області (Україна). Населення: 1120 осіб. Орган місцевого самоврядування — Підберізцівська сільська рада.

## Населення

### Мова
Розподіл населення за рідною мовою за даними перепису 2001 року:
| Мова       | Кількість | Відсоток |
| ---------- | --------- | -------- |
| українська | 1122      | 99.56%   |
| російська  | 4         | 0.35%    |
| білоруська | 1         | 0.09%    |
| Усього     | 1127      | 100%     |

## Розташування
Розташоване одразу після села Підберізці по трасі Львів-Тернопіль. Простягається паралельно дорозі і межує з 4 селами, а при в'їзді в нього з правого боку розташована бензозаправна станція Shell.
У 1909—1944 роках проходила залізниця Львів-Підгайці.

## Особистості
В поселенні народилися:
- Лучинський Остап Петрович (нар. 1941) — український художник декоративного мистецтва і педагог.
- Прокопович-Орленко Роман Іванович (1883—1962) — український оперний співак.

## Водойми
З північної сторони села Чижиків, паралельно дорозі, протікає річка Марунька, а з півдня на північ, розбиваючи село на дві частини, Кабанівка. Через усе село до Кабанівки тече невеликий потічок, який бере свій початок на краю села з великого озера.
[джерело?]